# 純烈
純烈（じゅんれつ）は、日本の3人組男性歌謡コーラス・グループ。G-STAR.PRO所属。「親孝行、紅白歌合戦出場、全国47都道府県で唄うこと」を結成以来の目標として掲げている。2022年1月から目標に加えた「2024年日本武道館公演開催」は目標を達成。新たな目標として「10年連続 紅白歌合戦出演」「2027年 大阪城ホール」「2028年 2度目の日本武道館」を具体的目標として掲げたが、メンバーもファンも共に元気で長く活動していきたいという目標が根底にある。メンバー3人の平均身長は183cmを超える。

## メンバー

### 現メンバー
- 酒井一圭（さかい かずよし、1975年6月20日 -（50歳））

メンバーカラー：紫
大阪府吹田市出身。身長186cm。
プロデューサー、リーダー、作詞担当、コーラス。
- 白川裕二郎（しらかわ ゆうじろう、1976年12月11日 -（48歳））

メンバーカラー：赤
神奈川県横浜市港北区出身。身長185cm。
リードボーカル。
- 後上翔太（ごがみ しょうた、1986年10月23日 -（38歳））

メンバーカラー：緑
東京都国分寺市出身。身長179cm。
コーラス。

### 元メンバー
- 林田達也（はやしだ たつや、1982年3月27日 -（43歳））

メンバーカラー：ピンク
東京都出身。身長183cm。
コーラス。
1998年から2000年までヴィジュアル系ロックバンド『BLue-B』のボーカル「TATSUYA」として活動。
2016年12月31日をもって脱退。
- 友井雄亮（ともい ゆうすけ、1980年4月2日 -（45歳））

メンバーカラー：黄
大阪府大阪市出身。身長178cm。血液型O型。
コーラス、振付担当。
過去の女性問題の報道を受け2019年1月11日、不祥事により単独記者会見を開き脱退及び芸能活動から引退することを発表。
- 小田井涼平（おだい りょうへい、1971年2月23日 -（54歳））

メンバーカラー：青
大阪府大阪市此花区出身。身長188cm。血液型A型。
コーラス。
2022年12月31日をもって卒業。
- 岩永洋昭（いわなが ひろあき、1979年11月23日 -（45歳））

メンバーカラー：オレンジ
長崎県東彼杵郡波佐見町出身。身長187cm。
コーラス。
2023年1月1日から加入。2025年3月31日をもって卒業。

### 期日限定 元メンバー
アンドレザ・ジャイアントパンダ
酒井が参加したプロレスイベント『マッスルマニア2019 in 両国～俺たちのセカンドキャリア～』で加入。
加入直後にスキャンダルが発覚し、酒井から即「クビ」を宣告される。
タブレット純（たぶれっとじゅん）
2015年に小田井涼平が半年間の休業に入った際に、純烈ライブ「春の大感謝祭 夢は紅白！親孝行」にメンバーとして出演。
「タブレット純烈」というポスターも制作。
真田ナオキ、最上川司
2019年6月12日にNHKホールで開催されたライブ「純烈のNHKホールだよ（秘）大作戦」で1日限定メンバーとして参加。

### 純烈♨ダチョウ
肥後克広、寺門ジモン（ダチョウ倶楽部）
メンバーであった上島竜兵の逝去時に、肥後が「2人で純烈のオーディション受けます」とコメントした際、リーダーの酒井が「合格です！」と反応したことから結成された。

### 味噌純烈
永岡歩（CBCテレビアナウンサー）
小田井の脱退表明後、新メンバーに名乗りを挙げ、面接を経て不合格を言い渡されるも、名古屋での応援や盛り上げ役に相当する「味噌純烈」に任命され、コンサート公演に度々ゲスト出演している。

### なにわの純烈
立田恭三（読売テレビアナウンサー）
小田井の脱退表明後、純烈の新メンバーに立候補した。リーダー酒井一圭とメンバーの前で歌とダンスを披露しアピールしたが、新メンバーという形ではなく、関西での応援隊や盛り上げ役に相当する『なにわの純烈』の肩書きが与えられた。以降、たびたび舞台上に登場して盛り上げ役として一役買っている。

## 来歴

### 結成から2012年
2007年、俳優の酒井一圭が映画『クラッシャーカズヨシ』の撮影中に事故で入院、役者生命の瀬戸際に立たされた。その入院中に幾度となく夢に内山田洋とクールファイブが出てきたため何らかの啓示かもしれないと考え、ムード歌謡コーラスグループを結成することを思い立つ。
酒井は、白川裕二郎と小田井涼平を「紅白歌合戦を目指そう!親孝行しよう!」と誘い、さらに林田達也・友井雄亮・後上翔太を加え、6人編成となった。酒井・白川・小田井・友井は俳優、林田はロックバンドの元ボーカル、最年少の後上は東京理科大学を中退という異色の経歴を持つグループとなり、いずれも本格的に歌謡曲を歌った経験はない状態で2007年にスタート、これが純烈結成の年となる。グループ名は、酒井が好きな「純情」と、戦国武将マニアの所属事務所社長が好きな「烈将伝」という言葉に由来する。
約3年に及ぶボイストレーニング・下積みを経て、2010年6月23日にユニバーサルミュージックから『涙の銀座線』でメジャーデビューしたが、2012年に契約を打ち切られた。歌える場所を求め、老舗キャバレー、健康センターやスーパー銭湯などで地道に営業活動を続けた。

### 2013年 - 2017年
2013年には日本クラウンに移籍。
2014年、北海道札幌市の「札幌観光大使」に就任。新歌舞伎座での前川清座長公演に参加。
2015年、「全国縦断 にっぽん演歌の夢祭り2015」に出演。念願であった「NHK歌謡コンサート」に初出演（翌月も出演し2ヶ月連続出場）。秋には浅草公会堂での単独ライブを行い、同日にはファーストアルバム『純烈ベスト』を発表。この年、年間ステージ数が200ステージを上回った。
2016年、7枚目のシングル「幸福あそび・愛をありがとう」がオリコン演歌・歌謡曲ウィークリーチャートで結成以来、初めての第1位を獲得。メンバーの林田が体調不良の両親をサポートするため、同年12月31日をもってグループを脱退（介護離職）。
2017年、8枚目のシングル「愛でしばりたい」がオリコンデイリーCDシングルチャート1位を獲得。

### 2018年
1月、初の冠歌番組「クラブ『純烈』へようこそ!」がCS日テレプラスにて放送開始。9枚目のシングル「プロポーズ」がオリコン演歌・歌謡曲ウィークリーチャート1位を獲得。部門別チャートでは3作品連続で初登場1位を獲得。総合チャートでも2作品続けてのTOP10入りを果たした。5月より全国7か所で初の単独コンサートツアーを開催。9月には中野サンプラザ単独公演を開催。2018年9月には「プロポーズ」が純烈として初のゴールドディスクに認定される。12月30日には新国立劇場にて「第60回日本レコード大賞 日本作曲家協会選奨」受賞曲「プロポーズ」を歌唱。
12月31日、『第69回NHK紅白歌合戦』に初出場（披露曲は『プロポーズ』）。活動当初から掲げていた目標のひとつ「紅白出場」の念願が叶うこととなった。そして紅白を終えたその足で、草加・厚木・座間の3ヶ所の健康センターを回って待ち構えるファンを前に深夜の凱旋ライブを行った。

### 2019年
1月11日、友井が不祥事により脱退し、芸能界からも引退。この件について、15日にメンバー4人が謝罪会見を行った。
2月24日、東京スポーツ新聞社主催の「第19回 ビートたけしのエンターテインメント賞」授賞式に出席し、話題賞を受賞した。10枚目のシングル「純烈のハッピーバースデー」がオリコン演歌・歌謡曲ウィークリーチャート1位、オリコンウィークリー総合チャート3位を獲得。同年4月より全国10か所でコンサートツアーを開催。6月には東京・NHKホールにて単独コンサートを開催。9月、中野サンプラザホールにて2年連続となるツアーアンコール公演を開催。年間450ステージを超える。
10月には「純烈のハッピーバースデー」が、「プロポーズ」に続き、2年連続ゴールドディスクに認定され、さらには「第61回日本レコード大賞 優秀作品賞」を受賞。『第70回NHK紅白歌合戦』（披露曲は『純烈のハッピーバースデー』）に出演。昨年同様、紅白が終わったその足で「お台場大江戸温泉物語」に向かい、深夜から凱旋ライブを敢行。
この年からコンサート公演の芝居部分について、酒井の『マッスル』参戦以来親交があるスーパー・ササダンゴ・マシンが脚本制作に参加している。

### 2020年
2月26日には、11枚目のシングル曲「愛をください 〜Don’t you cry〜」がオリコンデイリーチャートで総合3位に輝き、続いて3月9日付オリコン週間シングルランキングで演歌・歌謡曲チャートでは1位、総合でも5位を獲得した。
コロナ禍の中、「コンサートツアー2020 〜YOU ARE MY SUNSHINE!!!!〜」が中止あるいは延期、「純烈 三大劇場コンサート2020」等のコンサートもすべて中止や延期となったが、初の純烈主演ドラマの公開やテレビ出演などで活躍の幅を拡げる年となった。
11月5日には、LINE CUBE SHIBUYA（渋谷公会堂）でファン1名を会場に招き、純烈初の有料生配信ライブを行った。
12月4日、「2020年TV-CM新規急上昇ランキング」が発表され、1位のミルクボーイに続き、純烈が2位にランキングされた。
「愛をください 〜Don’t you cry〜」が第62回日本レコード大賞「優秀作品賞」を受賞。
12月31日、『第71回NHK紅白歌合戦』に3年連続3回目の出場を果たした。初の無観客開催となった紅白歌合戦で「リモート握手」という視聴者参加型の演出を導入。リモコンの決定ボタン連打の数に応じてステージに紙吹雪が舞うという仕組みにより、メンバーが見えなくなるほどの紙吹雪がステージ上を舞った。

### 2021年
2月3日発売の12枚目のシングル曲「君がそばにいるから」がオリコンのデイリーシングルランキングで2月2日と2月3日の両日で総合3位、週間シングルランキングでは、2月15日付の演歌・歌謡部門で 1位、「総合」で4位。
ビルボード・ジャパンでは、Top Singles Sales部門（総合）で2月15日付 4位となる。
TBSドラマ『俺の家の話』（主演：長瀬智也、脚本：宮藤官九郎）第6話に純烈を模した4人グループ「潤 沢」が登場。阿部サダヲ・長瀬智也・桐谷健太・永山絢斗が「秘すれば花」を歌唱。これを観た純烈が直ちに同曲を振り付きでカバーし、YouTubeチャンネル「重量おーばー純烈号」で公開。
3月には「御園座三月特別公演」全23公演に出演。1部が『水戸黄門〜春に咲く花』、2部が歌謡ステージ『里見浩太朗 VS 純烈 大いに唄う！』という構成で、1部の水戸黄門役を里見浩太朗が、そして酒井が助さんを、白川が格さんとして両脇を固めた。小田井と後上も主要な役どころで出演。
4月には森永製菓のアイスクリームのウェブCMに起用され、動画「♪そこがザックリ 唄/純烈」篇が森永製菓YouTube公式チャンネルにて公開された。
明治座で初座長を務める『明治座7月純烈公演』が7月2日からスタート。千秋楽の18日まで全26公演を務めた。
第1部はコメディー劇『ラブレターを取り返せ！』、第2部は純烈コンサート2021『Love Letter』。
9月10日からは初の主演映画『スーパー戦闘 純烈ジャー』が全国77館で封切りされた。
「純烈」として歌手活動をしつつ温泉の平和を乱す悪に対しては純烈ジャーに変身して立ち向かう―というストーリー。酒井が『百獣戦隊ガオレンジャー』、白川が『忍風戦隊ハリケンジャー』、小田井が『仮面ライダー龍騎』と4人中3人が特撮ヒーロー出身者であり、今回の映画は古巣である特撮ヒーローの世界に帰還を果たした作品といえる。唯一、この映画で初めてヒーローに変身する後上は、ストーリー上のキーマンを担っている。
「第63回 日本レコード大賞」の各賞が11月18日に決定した。
純烈も「君がそばにいるから」で大賞の候補となる優秀作品賞を受賞。一昨年、昨年に続き、3年連続となる。
日本作詩家協会は、幸耕平の『君がそばにいるから』(歌唱:純烈)を日本作詩家大賞に選出。2021年12月4日にBSテレビ東京で生放送され大賞の栄誉を称えられた。
　
大晦日には4年連続4回目となる「第72回NHK紅白歌合戦」に出場。客席後方の特設ステージから純烈が登場し、『君がそばにいるから』を歌唱しながらアルコールスプレーで除菌したおもちゃのマジックハンドで観客・司会陣らと握手を交わし、コロナ禍での「マジックコミュニケーション」で会場を沸かせた。

### 2022年
2022年は芸能生活35周年を迎える中村美律子とのステージで幕を開けた。「新春！初うた!! 初笑い!!! 御園座新春特別公演」と題して、1月8日から14日まで全11公演を開催。
2月9日発売の13枚目のシングル曲「君を奪い去りたい」が2月21日付け「オリコン週間　演歌・歌謡シングルランキング」で1位に、続いて3月7日付けでも１位に輝く。総合では7位となった。
そして2月16日発売の主演映画『スーパー戦闘 純烈ジャー』のDVDが、2月15日付けの「オリコン デイリー映画DVDランキング」で1位となる。
2月からは、Jリーグ川崎フロンターレの後援会の「026(オフロ)サポーター」を務めることとなった。メンバー4人が始球式にキッカーとして登場し、ゴールキーパーは純烈ジャーが務めた。ハーフタイムショーにも出演し、川崎フロンターレの26周年を盛り上げるためのスタートを切った。
2月6日には世界最大級の造形・フィギュアの祭典「ワンダーフェスティバル2022［冬］」が幕張メッセにて開催され、純烈もスペシャルステージを披露した。「純烈ジャー」のフィギュアもこの日に会場でお披露目された。
3月9日、東京・府中市内で同市の魅力を発信する「武蔵国 府中大使」に純烈が任命され、任命式に出席した。リーダーの酒井が府中市民という縁もあり、高野律雄市長から任命証が交付された。
3月11日、漫才協会の浅草東洋館の定席興行「漫才大行進」に特別出演。酒井が交流のあったBOOMERの河田キイチを通じて出演が実現したもので、今後は3カ月に1度程度のペースで定期的に東洋館に出演する予定。
4月1日、メンバーの小田井が年内限りでグループから卒業、独立することをファンクラブサイトで発表した。
4月27日から11月10日まで「2022純烈コンサート 心・技・体」と称して30会場57公演のコンサートツアーを行う。ツアーとしては純烈史上最も多い公演数となる。
6月3日・4日には、有楽町よみうりホールにて「ユーラン・ルージュ～笑いの源泉かけ流し！～」と題する3公演に出演。
主演は田村心、新内眞衣で、純烈はスペシャルゲストとして登場した。吉本からは河本準一(次長課長)、トシ(タカアンドトシ)、こがけん、トレンディエンジェル、村上ショージら多数出演。文字通りのノンストップコメディが繰り広げられた。
8月6日、猿岩石のデビューシングル『白い雲のように』を「純烈△ダチョウ」の6人でNHKのライブ・エールで初披露。そして同曲をCD「君を奪い去りたい」Gタイプのカップリング曲として収録、そして純烈の代表曲『プロポーズ』も6人で歌唱したものを同CDに収録した。両者の”合体”が実現したきっかけは、ものまね番組でダチョウ倶楽部が純烈に扮したことに加え、5月に上島竜兵を亡くし、残された肥後克広と寺門ジモンが「純烈のオーディションを受けます」とツイートしたことにある。「熱湯風呂」のダチョウ倶楽部と「スーパー銭湯」の純烈というお風呂繋がりの2組の融合による活動がスタートした。
9月1日に「スーパー戦闘 純烈ジャー 追い焚き☆御免」が公開された。昨年の初主演映画「スーパー戦闘 純烈ジャー」の続編として制作されたもので、普段はスーパー銭湯アイドルとして活躍する純烈が、温泉の平和を守るために純烈ジャーとなり人知れず悪と闘うストーリー。白川が主演を務めた。
上記舞台挨拶にて、リーダーの酒井から小田井と入れ替わりとなる純烈の新メンバーとして「スーパー戦闘 純烈ジャー」にもザウナ役として出演した岩永洋昭が発表された。岩永の純烈としての活動は、2023年からとなる。
純烈の新曲「とうほくであったまろう」が10月26日より配信が開始され、MVが公開された。同曲は、自然災害で厳しい環境にある東北の温泉地を盛り上げ活力を生み出そうとNHKが取り組む「NHK東北温泉地応援プロジェクト」のテーマ・ソングとして発表されたものである。
11月16日、『第73回NHK紅白歌合戦』の5年連続5回目の出場が発表された。
第55回 日本作詩大賞に『君を奪い去りたい』がノミネートされ12月10日にBSテレ東で楽曲を披露した。
USEN音楽放送は、12月22日、USEN音楽放送におけるオンエア実績や、リスナーからのリクエストを基に独自に集計した『2022 年間USEN HITランキング』を発表。演歌・歌謡曲のジャンルでは純烈の『君を奪い去りたい』が第1位を獲得した。
12月30日、第64回日本レコード大賞、優秀作品賞受賞の「君を奪い去りたい」を新国立劇場で披露。同賞は4年連続4回目となる。 
大みそか恒例の第73回NHK紅白歌合戦が31日、東京・渋谷区のNHKホールで行われ、紅白初出場時に披露した「プロポーズ」を、続いてダチョウ倶楽部と有吉弘行と共に「白い雲のように」の2曲を歌唱した。そしてこのステージを最後に小田井涼平がグループを卒業した。

### 2023年
紅白歌合戦終了後に東京大田区の蒲田温泉に移動し、1月1日午前2時から、抽選で選ばれた50名の観客の前で深夜の凱旋ライブを行った。
新メンバー岩永洋昭が加わった記念すべき最初のライブとなった。
2023年1月より純烈が明治座プレミアム倶楽部のプレミアムナビゲーターに就任。明治座を楽しむ方法を定期的に発信していく他、9月には明治座で2年ぶりとなる座長公演が開催されることも発表されている。
1月8日放送の情熱大陸Vol.1233に純烈が登場。小田井涼平の卒業と、新メンバー岩永洋昭の加入によって揺れる4ヶ月間がカメラにとらえられた。12月31日、紅白歌合戦を最後に純烈としてのステージを終えた小田井が、銭湯での凱旋ライブに向かう4人が乗るバスを見送るシーンは新旧交代として象徴的。
日本クラウンは3月15日、2022年度（第59回）ヒット賞の受賞作品を発表し、純烈はシングルヒット賞・アルバムヒット賞・映像ヒット賞の3部門で受賞した。
3月25日、新歌舞伎座では初となる座長公演が決定したことが発表された。これは新歌舞伎座開場65周年の記念公演で、「新春 純烈公演」と銘打って2024年1月6日～22日まで17日間にわたって開催される予定。
2023年の新曲『だってめぐり逢えたんだ』が2月8日にリリースされた。岩永洋昭が加入した“新生・純烈”として初となるシングル。カップリング曲として岩永のソロ歌唱の『汐風ららばい』が収録されている。発売週にはオリコン週間ランキングで総合5位となり、最高では週間で総合2位にランクインした。
9月8日からは「明治座創業150周年記念・明治座9月純烈公演」と題して、10月1日まで全35公演を上演。
2度目の座長公演となる今回の第1部は、1930年代のアメリカが舞台。売れない役者のデビー(岩永洋昭)、パット(後上翔太)兄弟とセールスマンのトニー(白川裕二郎)は、ジャック(酒井一圭)というギャングの悪事を知ってしまう。3人はジャックから逃げてハリウッド映画のエキストラに紛れ込んだが、トニーは芝居がうまく、主演女優プリシラ（小川菜摘）に気に入られて相手役に抜擢されてしまい、さらにはキャロル（横山由依）とは恋仲に。それぞれの状況が交錯する中、ついに3人の正体がバレてしまい…。というストーリー。
第2部は純烈コンサート2023『スーパー△スター』。1部のお芝居に出演していた俳優もダンスで花を添える中、純烈らしいパフォーマンスで連日客席を賑わせた。2024年1月の新歌舞伎座 新春座長公演としても同じ演目を上演することが決定している。
一般社団法人日本レコード協会は、「だってめぐり逢えたんだ」を、2023年9月度のゴールドディスクとして認定した。これは、発売日からの累計正味出荷枚数が10万枚以上であると認められたものである。純烈の楽曲がゴールドディスクと認定されるのは、「プロポーズ」「純烈のハッピーバースデー」に続き、4年ぶり3作目となる。
11月13日、『第74回NHK紅白歌合戦』に6年連続6回目の出場が決定した。
第56回 日本作詩大賞に「だってめぐり逢えたんだ」がノミネートされ、12月9日にBSテレ東で楽曲を披露した。
USEN音楽放送は、12月22日、USEN音楽放送におけるオンエア実績や、リスナーからのリクエストを基に独自に集計した『2023 年間USEN HITランキング』を発表。演歌・歌謡曲のジャンルでは純烈の「だってめぐり逢えたんだ」が第2位を獲得した。
12月30日、第65回日本レコード大賞、優秀作品賞受賞の「だってめぐり逢えたんだ」を新国立劇場で披露。同賞は5年連続5回目となる。 
大みそか恒例の第74回NHK紅白歌合戦が31日、東京・渋谷区のNHKホールで行われ、「だってめぐり逢えたんだ」を披露。
岩永洋昭が加わった新体制としては初の大舞台に立った。楽曲にはこの日限りの演出が加わり、「だってめぐり逢えたんだ～NHKプラスver.～」として歌唱。「NHKプラス紅白親善大使」として、HHKプラスにアクセスできるQRコードで埋まった衣装で登場。パフォーマンス中に審査員の堺雅人にQRコードを読み取らせるなど、ステージを練り歩いてNHKプラスをアピールした。

### 2024年
2024年は大阪の新歌舞伎座からスタート。新歌舞伎座開場65周年記念として行われる「新春純烈公演」で座長を務めた。演目は2023年9月8日から上演した「明治座創業150周年記念・明治座9月純烈公演」と同じもので、1月6日から全22公演を上演した。
2月7日には新曲『純烈魂』が発売された。作詞はリーダーの酒井一圭、作曲は原譲二のペンネームで創作活動を行う北島三郎が行った。原譲二がグループに対して曲を提供するのは初となる。
2024年は過去最速で3月から全国ツアーが始まり、平行して全国津々浦々の文化会館でのコンサート、そしてスーパー銭湯などの温浴施設でのライブもあり、過去最大の公演数となることが予想されている。
春の火災予防運動に合わせ、東京消防庁は3月4日、純烈を府中消防署（東京都府中市）の一日署長に迎え、市内の商業施設で演習を行った。純烈は2022年から「武蔵国 府中大使」に任命されており、府中との縁は強い。
4月には、給湯器取替専門店「正直屋」のイメージキャラクターに就任し、続いて、雪印メグミルク「ゴクうまボトル」リニューアルを記念したイメージキャラクターにも就任。WEB CMとオリジナルソングMVがYouTube「雪印メグミルク公式チャンネル」にて公開された。
5月8日からは、ファッションセンターしまむらと純烈のスペシャルコラボレーション企画がスタート。純烈が歌唱したテーマソングが店舗で流れる他、オリジナルコラボアイテムも発売される。
6月30日、2025年3月末をもって岩永が純烈から卒業することが発表される。事務所はG-STAR.PROのままで、俳優業に戻る予定。
7月9日にはよみうりランドが東京都稲城市で運営する「HANA・BIYORI」と、同施設内にオープンした温浴施設「花景の湯（かけいのゆ）」の
公式アンバサダーに就任。不定期でライブを行うこととなる。
ジャパネットたかたが10月17日より「第26回 ジャパネット利益還元祭」を開催するにあたり、CMにさだまさしと純烈を起用。キャンペーンソングも純烈が歌唱している。温浴施設と縁が深い純烈だが、CMで純烈が温泉に入浴するのは今回が初となる。
10月23日からは、医薬品の通販会社である富山常備薬の薬用入浴剤「常備浴」のテレビCMに起用された。 
そして、11月22日からは「純烈 × ROUND1コラボキャンペーン」と称して、カラオケコラボルームや、ボウリングの演出画面に純烈が登場するなど、全国のROUND1が純烈仕様となるキャンペーンが開始された。 2024年は純烈の活動の中でCMやキャンペーン起用の本数がいちばん多い年となった。
続いて、来年、1月と2月の座長公演の予定が発表された。2025年1月7日～1月28日に明治座で、そして2月6日から17日は新歌舞伎座でと、純烈初の、2ヶ月連続の座長公演となる。
10月17日、『FRIDAYデジタル』で後上翔太と元AKB48で2代目総監の横山由依の交際が報道されたが、約1ヶ月半後の12月2日、2人が結婚を発表した。ふたりの出会いは2023年9月、東京・明治座で上演された純烈の座長公演に横山がゲストしたことがきっかけ。2025年1月にも大阪・新歌舞伎座公演で再共演している。
10月28日、第57回日本作詩大賞に、純烈の「夢みた果実」（作詩：幸 耕平）が候補曲として選ばれた。ノミネートは3年連続3回目となる。
また、リーダー酒井一圭が作詩を担当した、東京力車の「涙ひとしずく」も同時にノミネートされ、12月7日、BSテレ東にて生放送で歌唱が行われた
。 
11月25日には純烈単独としては過去最大規模の会場である日本武道館に7,000人を集めたコンサート「純烈 in 日本武道館『純烈魂』」を挙行。オープニングの「日本武道館地下の温泉を掘りあてるぞ」というムービーで笑いを誘ったかと思うと、せり上がりから登場したメンバーが「サヴァイヴァルダンサー」で客席を熱狂へ巻き込む。純烈の歩みを振り返るシーンでは脱退したメンバーも登場して歌唱。リーダー酒井の感極まるシーンもあり、会場は熱い空気と興奮に包まれた。大物ゲストとして2022年から縁のあるダチョウ倶楽部も登場。紅白歌合戦でも一緒に披露した『白い雲のように』を歌唱した。  
12月30日に行われた「第66回 輝く!日本レコード大賞」。「夢みた果実」が大賞の候補曲となる優秀作品賞に選出された。同賞の受賞は6年連続6回目となる。
12月31日に開催された『第75回NHK紅白歌合戦』に7年連続7回目の出場を果たした。 
今年のNHK紅白歌合戦のテーマは「あなたへの歌」。純烈が生中継で“あなた”のもとへ歌を届けに行く企画に応募した約600件の中から選ばれたのは、群馬県神流町の家庭で、普段忙しく働いている自分の母親に歌を届けてほしいと語る娘。中継がつながると「都心から3時間の山間部にいます。めちゃくちゃ寒いです」と小声で伝え、玄関前から家の中へと入り、驚く母親に笑顔を見せながら「夢みた果実」を熱唱した。

### 2025年
2025年は明治座からスタートを切った。「明治座新春純烈公演」として1月7日から1月28日まで全32公演（内、2公演は休演）を座長として務めた。この公演は芝居とコンサートの2本立てで、第1部の芝居『俺たちはダディじゃねえ！』は1950年代のアメリカを舞台にしたミュージカル劇。花形パイロットのポール（白川）、大リーガーのロック（酒井）、コメディ俳優のリッキー（岩永）という3人の前に、弁護士の卵・ウォルター（後上）が現れる。彼は、亡きスター歌手、アマンダ（小林綾子）の娘ルーシー（谷花音）の父親を探していると言い、「君たち3人のうちの誰かが父親にちがいない」と言い出して…というストーリー。第2部は「純烈コンサート2025 BIG・LOVE」と題したステージを披露。台湾の夜市をイメージしたセットの中で、ムード歌謡から今年の新曲までたっぷりと披露した。
続いて2月6日から2月17日、新歌舞伎座で、明治座と同じ演目で全15公演の座長を務めた
。 
今年の11月にはやはり同じ演目で御園座でも初座長公演を行うことが決まっており、1年で三座での座長公演は純烈初となる。
チェッカーズのメンバーである藤井フミヤ、藤井尚之による兄弟ユニット・F-BLOODが制作した新曲『奇跡の恋の物語』が1月8日に発売された。酒井一圭は、「これまでの活動の中でF-BLOOD×純烈という組み合わせは全く想像できていませんでしたが、ダチョウ倶楽部さん、有吉弘行さん、紅白歌合戦と『白い雲のように』がつないでくれた縁ですね」と語っている。 
明治座でも新歌舞伎座でも毎ステージで同楽曲を披露し、振り付けとも相まって連日客席を沸かせている。
3月12日には、「第39回日本ゴールドディスク大賞」の「ベスト・演歌／歌謡曲・アーティスト」を受賞

。日本ゴールドディスク大賞は、1年間のＣＤ、音楽映像作品、有料音楽配信などの売上実績に基づき決定される賞で、同部門は第29回の中森明菜以降は昨年まで氷川きよしが9
年連続受賞していた。受賞にあたり、リーダーの酒井一圭は「キャバレー、銭湯から這い上がってきた純烈としましては、あまりにキラキラとしたゴールドディスク大賞に目眩がします。応援いただいた全ての皆さんのお陰です。これからも正々堂々と純烈道を歩んで参ります。ありがとうございました！」と喜びのコメントを寄せた。
3月28日、日本クラウンによる毎年恒例のアワード「日本クラウンヒット賞」の2024年度（第61回）受賞作品が発表された。純烈はシングルヒット賞・アルバムヒット賞・配信ヒット賞・映像ヒット賞の各賞を受賞した。
テレビ東京で3月4日から3月25日まで純烈主演ドラマ、ドラマチューズ！「今夜は...純烈」が放送された。人生にはプライドを捨てて、捨て身で変化をしなくてはいけない試練の時が訪れるが、変化前、つまり「純烈以前の状況」にいる人々を本物の純烈が励ます斬新なドラマとなっている。
大分県別府市は3月31日、「スーパー銭湯アイドル」純烈に、温泉地である別府を盛り上げてほしいと「ツーリズム別府大使」を委嘱した。委嘱式は3月31日に別府市で開かれた市制100周年記念のコンサート中に行われた。
3月31日、大分県別府市での「純烈コンサート」をもって岩永洋昭が純烈を卒業した。岩永はこれまでと同じ事務所の俳優部に異動し、個人のファンクラブを立ち上げることも予定している。
純烈は4月1日から酒井一圭・白川裕二郎・後上翔太の３人体制での活動となった。この日はNHKの「うたコン」に出演し、同じく3人組の先輩グループ・シブがき隊の「NAI・NAI 16」を踊りながら歌唱。3人組として元気よく新たなスタートを切った。
4月11日からは千葉を皮切りに全国コンサートツアーがスタート。初日には多くの報道陣に囲まれた。同23日にはシングル「奇跡の恋の物語」を3人の歌唱で収録しなおしたものを新たにリリースする。
4月17日、『夢みた果実』が国内最大規模の国際音楽賞「MUSIC AWARDS JAPAN 2025」の最優秀演歌・歌謡曲楽曲賞にノミネートされた。5月19日にロームシアター京都で授賞式が開催されることが決定している。
能登半島地震で被害を受けた石川県七尾市の和倉温泉の魅力をPRする「復興応援団」に純烈が任命された。4月19日、金沢市内で開かれたコンサートの中で任命式が行われ、和倉温泉旅館協同組合の谷崎裕理事長から3人に任命書が手渡された。
4月25日、NHK総合『首都圏ネットワーク』で東京メトロ銀座線沿線特集が組まれ、純烈のデビュー曲が『涙の銀座線』である縁で純烈が出演した。2010年の銀座線構内でのデビューイベントの映像が流れ、そして駆け出し時代に歌う場所を提供してくれた沿線のCDショップへ足を運んでアカペラでデビュー曲を披露した
。
8月6日には東名厚木健康センター（神奈川）で〝惜別ライブ〟を開催した。東名厚木健康センターは、2012年6月23日に純烈が初めてライブを行い、純烈が「スーパー銭湯アイドル」と呼ばれるきっかけとなった聖地。老朽化により8月末で閉店することが決まっており、惜別のステージとなった。この日、昼と夜含め2公演で542人のファンを前に新曲「二人だけの秘密」含む全16曲を熱唱した。 酒井一圭は〝聖地閉店〟について、「ここがなくなるのは寂しいな…」。「健康センターは、父であり母であり、人生を変えてくれた場所です。ここは、いろんな生薬が入っていて、お風呂が体の回復場だった。マラソンでいうと給水ポイントのような思い出ばかりの場所です。」と振り返った。

## ディスコグラフィ

### シングル
- レーベル
  - 1・2：NAYUTAWAVE RECORDS（2010年〜2011年）
  - 3以降：日本クラウン（2013年〜）

| #  | 発売日         | 曲順  | タイトル                                                           | 作詞                                | 作曲                          | 編曲                        | オリコン 最高順位 | 規格品番                 |
| -- | -------------- | ----- | ------------------------------------------------------------------ | ----------------------------------- | ----------------------------- | --------------------------- | ----------------- | ------------------------ |
| 1  | 2010年 6月23日 | 01    | 涙の銀座線                                                         | 鹿島潤                              | 琴姫                          | 渡部大介                    | -                 | UPCH-80183               |
| 1  | 2010年 6月23日 | 02    | それからの夕子さん                                                 | オオガタミヅオ                      | オオガタミヅオ                | 平井光一 渡部大介           | -                 | UPCH-80183               |
| 2  | 2011年 7月20日 | 01    | キサス・キサス東京                                                 | 水木れいじ                          | 杉本眞人                      | 矢野立美                    | -                 | UPCH-80241               |
| 2  | 2011年 7月20日 | 02    | ひとりじゃないから                                                 | 水木れいじ                          | 杉本眞人                      | 矢野立美                    | -                 | UPCH-80241               |
| 3  | 2013年 1月9日  | 01    | 恋は青いバラ                                                       | 水木れいじ                          | 中川博之                      | 伊戸のりお                  | -                 | CRCN-1672                |
| 3  | 2013年 1月9日  | 02    | 港町銀河                                                           | 水木れいじ                          | 中川博之                      | 伊戸のりお                  | -                 | CRCN-1672                |
| 4  | 2014年 1月8日  | 01    | スターライト札幌                                                   | 水木れいじ                          | 中川博之                      | 前田俊明                    | 41位              | CRCN-1757                |
| 4  | 2014年 1月8日  | 02    | 噂の雨がふる前に                                                   | 水木れいじ                          | 中川博之                      | 前田俊明                    | 41位              | CRCN-1757                |
| 5  | 2015年 1月7日  | 01    | 星降る夜のサンバ                                                   | 水木れいじ                          | 大谷明裕                      | 矢野立美                    | 50位              | CRCN-1849                |
| 5  | 2015年 1月7日  | 02    | SAYONARA SAPPORO                                                   | 酒井一圭                            | 歌星錠                        | NAO2 夏目哲郎               | 50位              | CRCN-1849                |
| 5  | 2015年 1月7日  | 03    | 恋はおとぎ話                                                       | 田久保真見                          | 田尾将実                      | 石倉重信                    | 50位              | CRCN-1849                |
| 6  | 2015年 9月30日 | 01    | 今夜はドラマチック                                                 | 渡辺なつみ                          | 大谷明裕                      | 矢野立美                    | 26位              | CRCN-1904 (タイプA)      |
| 6  | 2015年 9月30日 | 02    | 忘れていいのよ                                                     | 渡辺なつみ                          | 大谷明裕                      | 矢野立美                    | 26位              | CRCN-1904 (タイプA)      |
| 6  | 2015年 9月30日 | 02    | 言葉足らずのメロディ                                               | 純烈                                | 大谷明裕                      | 矢野立美                    | 26位              | CRCN-1905 (タイプB)      |
| 7  | 2016年 5月25日 | 両A面 | 幸福あそび                                                         | 高畠じゅん子                        | 中川博之                      | 前田俊明                    | 14位              | CRCN-1960 (通常盤)       |
| 7  | 2016年 5月25日 | 両A面 | 愛をありがとう                                                     | 高畠じゅん子                        | 中川博之                      | 前田俊明                    | 14位              | CRCN-1960 (通常盤)       |
| 7  | 2016年 7月27日 | 03    | たそがれの銀座                                                     | 古木花江                            | 中川博之                      | 石倉重信                    | 14位              | CRCN-1978 (プレミアム盤) |
| 8  | 2017年 3月14日 | 01    | 愛でしばりたい                                                     | 喜多條忠                            | 徳久広司                      | 伊戸のりお                  | 5位               | CRCN-8039 (タイプA)      |
| 8  | 2017年 3月14日 | 02    | 大阪ロマン                                                         | 渡辺なつみ                          | 大谷明裕                      | 伊戸のりお                  | 5位               | CRCN-8039 (タイプA)      |
| 8  | 2017年 3月14日 | 03    | ふたりで一緒に暮ら しましょう                                      | 高畠じゅん子                        | 中川博之                      | 石井為人                    | 5位               | CRCN-8039 (タイプA)      |
| 8  | 2017年 3月14日 | 02    | 純烈一途                                                           | 酒井一圭 高取ヒデアキ               | 高取ヒデアキ                  | 籠島裕昌                    | 5位               | CRCN-8040 (タイプB)      |
| 8  | 2017年 3月14日 | 03    | 六本木は嫌い                                                       | 高畠じゅん子                        | 中川博之                      | 矢田部正                    | 5位               | CRCN-8040 (タイプB)      |
| 8  | 2017年 9月6日  | 02    | 恋は火祭り                                                         | 喜多條忠                            | 徳久広司                      | 伊戸のりお                  | 5位               | CRCN-8085 (タイプC)      |
| 8  | 2017年 9月6日  | 03    | お金をちょうだい                                                   | 星野哲郎                            | 中川博之                      | 池間史規                    | 5位               | CRCN-8085 (タイプC)      |
| 8  | 2017年 9月6日  | 02    | 湯けむりの夜                                                       | 渡辺なつみ                          | 大谷明裕                      | 伊戸のりお                  | 5位               | CRCN-8086 (タイプD)      |
| 8  | 2017年 9月6日  | 03    | 愛が裁かれるとき                                                   | 酒井一圭                            | 中崎英也                      | 中崎英也                    | 5位               | CRCN-8086 (タイプD)      |
| 9  | 2018年 2月14日 | 01    | プロポーズ                                                         | 幸耕平                              | 幸耕平                        | 萩田光雄                    | 8位               | CRCN-8121 (タイプA)      |
| 9  | 2018年 2月14日 | 02    | 情熱カルメン                                                       | たかたかし                          | 幸耕平                        | 萩田光雄                    | 8位               | CRCN-8121 (タイプA)      |
| 9  | 2018年 2月14日 | 02    | そして女                                                           | たかたかし                          | 幸耕平                        | 矢野立美                    | 8位               | CRCN-8122 (タイプB)      |
| 9  | 2018年 5月23日 | 02    | 失恋ピエロ                                                         | 石原信一                            | 幸耕平                        | 萩田光雄                    | 8位               | CRCN-8148 (タイプC)      |
| 9  | 2018年 5月23日 | 02    | ラブ・アゲイン                                                     | 石原信一                            | 幸耕平                        | 伊戸のりお                  | 8位               | CRCN-8149 (タイプD)      |
| 9  | 2018年 8月29日 | 02    | グッときちゃうよね                                                 | 松井五郎                            | 幸耕平                        | 萩田光雄                    | 8位               | CRCN-8178 (感謝盤〜紅〜) |
| 9  | 2018年 8月29日 | 02    | みんなで踊ろう!                                                    | さいとう大三                        | 幸耕平                        | 萩田光雄                    | 8位               | CRCN-8179 (感謝盤〜白〜) |
| 10 | 2019年 5月15日 | 01    | 純烈のハッピーバースデー                                           | 幸耕平                              | 幸耕平                        | 幸耕平 相川等               | 3位               | CRCN-8249 (タイプA)      |
| 10 | 2019年 5月15日 | 02    | そっと涙のラプソディ                                               | 松井五郎                            | 幸耕平                        | 幸耕平 相川等               | 3位               | CRCN-8249 (タイプA)      |
| 10 | 2019年 5月15日 | 02    | ジグザグ                                                           | 松井五郎                            | 幸耕平                        | 相川等                      | 3位               | CRCN-8250 (タイプB)      |
| 10 | 2019年 9月4日  | 02    | 好きだよ                                                           | 岡田冨美子                          | 幸耕平                        | 萩田光雄                    | 3位               | CRCN-8274 (タイプC)      |
| 10 | 2019年 9月4日  | 02    | あなたは水夫                                                       | 岡田冨美子                          | 幸耕平                        | 萩田光雄                    | 3位               | CRCN-8275 (タイプD)      |
| 10 | 2019年 9月4日  | 02    | 桜よ散るな                                                         | 岡田冨美子                          | 幸耕平                        | 萩田光雄                    | 3位               | CRCN-8276 (タイプE)      |
| 10 | 2019年 9月4日  | 02    | 野良犬                                                             | 岡田冨美子                          | 幸耕平                        | 萩田光雄                    | 3位               | CRCN-8277 (タイプF)      |
| 11 | 2020年 2月26日 | 01    | 愛をください〜Don't you cry〜                                      | 幸耕平                              | 幸耕平                        | 萩田光雄                    | 5位               | CRCN-8313 (Aタイプ)      |
| 11 | 2020年 2月26日 | 02    | 愛は死なない                                                       | 岡田冨美子                          | 幸耕平                        | 萩田光雄                    | 5位               | CRCN-8313 (Aタイプ)      |
| 11 | 2020年 2月26日 | 02    | 人間だもの                                                         | 岡田冨美子                          | 幸耕平                        | 萩田光雄                    | 5位               | CRCN-8314 (Bタイプ)      |
| 11 | 2020年 7月29日 | 02    | また逢う日のために                                                 | 岡田冨美子                          | 幸耕平                        | 坂本昌之                    | 5位               | CRCN-8347 (Cタイプ)      |
| 11 | 2020年 7月29日 | 02    | 砂の舟のブルース                                                   | 岡田冨美子                          | 幸耕平                        | 坂本昌之                    | 5位               | CRCN-8348 (Dタイプ)      |
| 12 | 2021年 2月3日  | 01    | 君がそばにいるから                                                 | 幸耕平                              | 幸耕平                        | 萩田光雄                    | 4位               | CRCN-8382 (Aタイプ)      |
| 12 | 2021年 2月3日  | 02    | 夏色グラフィティー                                                 | 岡田冨美子                          | 幸耕平                        | 萩田光雄                    | 4位               | CRCN-8382 (Aタイプ)      |
| 12 | 2021年 2月3日  | 02    | 僕に残された時間は どのくらいあるだろう                            | 酒井一圭                            | 幸耕平                        | 坂本昌之                    | 4位               | CRCN-8383 (Bタイプ)      |
| 12 | 2021年 6月30日 | 02    | NEW(入浴)YORK                                                      | 酒井一圭                            | 影山ヒロノブ                  | 須藤賢一                    | 4位               | CRCN-8410 (Cタイプ)      |
| 12 | 2021年 6月30日 | 02    | We are SAUNNER                                                     | 酒井一圭                            | 幸耕平                        | 伊戸のりお                  | 4位               | CRCN-8411 (Dタイプ)      |
| 12 | 2021年 9月15日 | 02    | 今夜 涙じゃ帰れない                                                | 松井五郎                            | 幸耕平                        | 萩田光雄                    | 4位               | CRCN-8420 (Eタイプ)      |
| 13 | 2022年 2月9日  | 01    | 君を奪い去りたい                                                   | 幸耕平                              | 幸耕平                        | 萩田光雄                    | 3位               | CRCN-8459 (Aタイプ)      |
| 13 | 2022年 2月9日  | 02    | 来た道行く道                                                       | 及川眠子                            | 幸耕平                        | 坂本昌之                    | 3位               | CRCN-8459 (Aタイプ)      |
| 13 | 2022年 2月9日  | 02    | 愛は大丈夫                                                         | 及川眠子                            | 幸耕平                        | 坂本昌之                    | 3位               | CRCN-8460 (Bタイプ)      |
| 13 | 2022年 6月30日 | 02    | 本牧マーメイド                                                     | 松井五郎                            | 幸耕平                        | 坂本昌之                    | 3位               | CRCN-8483 (Cタイプ)      |
| 13 | 2022年 6月30日 | 02    | ためいきエレジー                                                   | 松井五郎                            | 幸耕平                        | 坂本昌之                    | 3位               | CRCN-8484 (Dタイプ)      |
| 13 | 2022年 9月14日 | 02    | いつまでも忘れないから                                             | 松井五郎                            | 幸耕平                        | 坂本昌之                    | 3位               | CRCN-8503 (Eタイプ)      |
| 13 | 2022年 9月14日 | 02    | 愛言葉                                                             | 松井五郎                            | 幸耕平                        | 坂本昌之                    | 3位               | CRCN-8504 (Fタイプ)      |
| 13 | 2022年 9月14日 | 02    | 白い雲のように                                                     | 藤井フミヤ                          | 藤井尚之                      | 石井為人                    | 3位               | CRCN-8518 (Gタイプ)      |
| 13 | 2022年 9月14日 | 03    | プロポーズ                                                         | 幸耕平                              | 幸耕平                        | 萩田光雄                    | 3位               | CRCN-8518 (Gタイプ)      |
| 14 | 2023年 2月8日  | 01    | だってめぐり逢えたんだ                                             | 松井五郎                            | 幸耕平                        | 萩田光雄                    | 2位               | CRCN-8540 (Aタイプ)      |
| 14 | 2023年 2月8日  | 02    | いまでも一番星                                                     | 松井五郎                            | 幸耕平                        | 坂本昌之                    | 2位               | CRCN-8540 (Aタイプ)      |
| 14 | 2023年 2月8日  | 02    | 汐風ららばい                                                       | 松井五郎                            | 幸耕平                        | 坂本昌之                    | 2位               | CRCN-8541 (Bタイプ)      |
| 14 | 2023年 6月7日  | 02    | 幸せになろうか                                                     | 松井五郎                            | 幸耕平                        | 坂本昌之                    | 2位               | CRCN-8566 (Cタイプ)      |
| 14 | 2023年 6月7日  | 02    | 20世紀のポートレイト                                               | 及川眠子                            | 中崎英也                      | 中崎英也                    | 2位               | CRCN-8567 (Dタイプ)      |
| 14 | 2023年 6月7日  | 02    | 色・恋・沙汰                                                       | Mio Aoyama                          | ats-                          | ats-                        | 2位               | CRCN-8568 (Eタイプ)      |
| 14 | 2023年 9月6日  | 02    | 恋のラビリンス                                                     | 松井五郎                            | 幸耕平                        | 萩田光雄                    | 2位               | CRCN-8595 (Fタイプ)      |
| 14 | 2023年 9月6日  | 02    | Bang Bang Bang                                                     | 松井五郎                            | 幸耕平                        | 萩田光雄                    | 2位               | CRCN-8596 (Gタイプ)      |
| 15 | 2024年 2月7日  | 01    | 純烈魂                                                             | 酒井一圭                            | 原譲二                        | 遠山敦                      | 4位               | CRCN-8630 (Aタイプ)      |
| 15 | 2024年 2月7日  | 02    | 馬…夢ひとつ                                                        | 酒井一圭                            | 原譲二                        | 遠山敦                      | 4位               | CRCN-8630 (Aタイプ)      |
| 15 | 2024年 2月7日  | 02    | バッチグー                                                         | 岩崎貴文                            | 岩崎貴文                      | 岩崎貴文                    | 4位               | CRCN-8631 (Bタイプ)      |
| 16 | 2024年 4月3日  | 01    | 夢みた果実                                                         | 幸耕平                              | 幸耕平                        | 萩田光雄                    | 5位               | CRCN-8646 (Aタイプ)      |
| 16 | 2024年 4月3日  | 02    | サイレンスの終わりに                                               | 松井五郎                            | 幸耕平                        | 萩田光雄                    | 5位               | CRCN-8646 (Aタイプ)      |
| 16 | 2024年 4月3日  | 02    | まぼろし横丁                                                       | 松井五郎                            | 幸耕平                        | 萩田光雄                    | 5位               | CRCN-8647 (Bタイプ)      |
| 16 | 2024年 8月7日  | 02    | キサス・キサス東京(2024)                                           | 水木れいじ                          | 杉本眞人                      | 矢野立美                    | 5位               | CRCN-8673 (Cタイプ)      |
| 16 | 2024年 8月7日  | 02    | ひとりじゃないから(2024)                                           | 水木れいじ                          | 杉本眞人                      | 矢野立美                    | 5位               | CRCN-8674 (Dタイプ)      |
| 17 | 2025年 1月8日  | 01    | 奇跡の恋の物語                                                     | 藤井フミヤ                          | 藤井尚之                      | 大島賢治                    | 5位               | CRCN-8715 (Aタイプ)      |
| 17 | 2025年 1月8日  | 02    | Always〜あなたにいてほしい                                         | 松井五郎                            | 日比野裕史                    | 日比野裕史                  | 5位               | CRCN-8715 (Aタイプ)      |
| 17 | 2025年 1月8日  | 02    | Tシャツとパーカー                                                  | 酒井一圭                            | 渡辺徹                        | 渡辺徹                      | 5位               | CRCN-8716 (Bタイプ)      |
| 17 | 2025年 1月8日  | 02    | Always〜あなたにいてほしい                                         | 松井五郎                            | 日比野裕史                    | 日比野裕史                  | 5位               | CRCN-8717 (Cタイプ)      |
| 17 | 2025年 1月8日  | 03    | Tシャツとパーカー                                                  | 酒井一圭                            | 渡辺徹                        | 渡辺徹                      | 5位               | CRCN-8717 (Cタイプ)      |
| 17 | 2025年 4月23日 | 01    | 奇跡の恋の物語(NEW)                                                | 藤井フミヤ                          | 藤井尚之                      | 大島賢治                    | 5位               | CRCN-8747 (Dタイプ)      |
| 17 | 2025年 4月23日 | 02    | REALITY 1.0                                                        | 酒井一圭                            | 星野靖彦                      | 日比野裕史                  | 5位               | CRCN-8747 (Dタイプ)      |
| 17 | 2025年 4月23日 | 02    | 不条理シャングリラ(NEW)                                            | 松井五郎                            | 日比野裕史                    | 日比野裕史                  | 5位               | CRCN-8748 (Eタイプ)      |
| 18 | 2025年 6月11日 | 01    | 二人だけの秘密                                                     | 松井五郎                            | 幸耕平                        | 萩田光雄                    | 6位               | CRCN-8749 (Aタイプ)      |
| 18 | 2025年 6月11日 | 02    | 汚れなき人よ                                                       | 売野雅勇                            | 幸耕平                        | 佐藤和豊                    | 6位               | CRCN-8749 (Aタイプ)      |
| 18 | 2025年 6月11日 | 02    | 恋の迷い子                                                         | 松井五郎                            | 幸耕平                        | 佐藤和豊                    | 6位               | CRCN-8750 (Bタイプ)      |
| 18 | 2025年 6月11日 | 02    | 宇宙のかたすみで                                                   | 売野雅勇                            | 幸耕平                        | 萩田光雄                    | 6位               | CRCN-8751 (Cタイプ)      |
| 18 | 2025年 8月20日 | 03    | 机のダイヤモンド                                                   | 小松レナ、 五戸力(Blue Bird's Nest) | 五戸力                        | 萩田光雄                    | 6位               | CRCN-8770 (Dタイプ)      |
| 18 | 2025年 8月20日 | 03    | 純烈のダイナマイトソウル                                           | 酒井一圭                            | 丸山真由子 (Blue Bird's Nest) | 清水武仁 (Blue Bird's Nest) | 6位               | CRCN-8771 (Eタイプ)      |
| 18 | 2025年 8月20日 | 03    | CD収録：Dタイプ＆Eタイプ DVD収録：「二人だけの秘密」MV＆メイキング |                                     |                               |                             | 6位               | CRCN-8772 (Fタイプ)      |

#### 配信限定シングル
| 発売日          | タイトル               | 作詞       | 作曲       | 編曲     |
| --------------- | ---------------------- | ---------- | ---------- | -------- |
| 2022年 10月26日 | とうほくであったまろう | 酒井一圭   | イルカ     | 河合徹三 |
| 2024年 8月10日  | たった2秒の恋          | 所ジョージ | 所ジョージ | 矢吹俊郎 |

### アルバム

#### オリジナル・アルバム
| 発売日        | タイトル | 規格品番                 |
| ------------- | -------- | ------------------------ |
| 2024年9月4日  | 純烈魂 1 | CRCN-41489【初回限定盤】 |
| 2024年9月4日  | 純烈魂 1 | CRCN-41490【通常盤】     |
| 2024年11月3日 | 純烈魂 1 | CRJN-1【アナログ盤】     |

#### ベスト・アルバム
| 発売日         | タイトル                   | 規格品番       |
| -------------- | -------------------------- | -------------- |
| 2015年10月21日 | 純烈ベスト Vol.1 2010-2015 | CRCN-20410     |
| 2018年11月7日  | 純烈ベスト Vol.2 2015-2018 | CRCN-41317     |
| 2022年8月3日   | 純烈ベスト Vol.3 2018-2021 | CRCN-41407〜08 |
| 2025年3月26日  | 純烈ベスト Vol.4 2022-2025 | CRCN-41521〜22 |

#### リメイク・アルバム
| 発売日        | タイトル | 規格品番   |
| ------------- | -------- | ---------- |
| 2024年11月6日 | 純烈NOW  | CRCN-41502 |

#### カバー・アルバム
| 発売日        | タイトル                                         | 規格品番   |
| ------------- | ------------------------------------------------ | ---------- |
| 2017年11月8日 | 恋して ときめいて〜純烈が綴るムード歌謡の世界!〜 | CRCN-41257 |

#### ライブ・アルバム
| 発売日        | タイトル                        | 規格品番       |
| ------------- | ------------------------------- | -------------- |
| 2025年2月26日 | 純烈 in 日本武道館 純烈魂「初」 | CRCN-41519〜20 |

#### オムニバス・アルバム
| 発売日        | タイトル                                                         | 規格品番   |
| ------------- | ---------------------------------------------------------------- | ---------- |
| 2017年3月29日 | このムード歌謡がすごい!〜純烈が選んだ今キテるムード歌謡の世界!〜 | CRCN-20427 |

#### サウンドトラック
| 発売日        | タイトル                                                                | 規格品番   |
| ------------- | ----------------------------------------------------------------------- | ---------- |
| 2021年9月15日 | 映画「スーパー戦闘 純烈ジャー」オリジナルサウンドトラック               | CRCN-20477 |
| 2022年9月7日  | 映画「スーパー戦闘 純烈ジャー 追い焚き☆御免」オリジナルサウンドトラック | CRCN-41413 |

#### CD-BOX
| 発売日       | タイトル                    | 規格品番   |
| ------------ | --------------------------- | ---------- |
| 2019年1月9日 | プロポーズ〜ありがとうBOX〜 | CRCN-20455 |

### 参加作品
| 発売日        | タイトル                         | 収録作品                                      | 規格品番             |
| ------------- | -------------------------------- | --------------------------------------------- | -------------------- |
| 2014年11月5日 | 都会のおとぎ話                   | 西田あい シングル「雨おんな」                 | CRCN-1829            |
| 2016年1月13日 | バカみたいに、愛してた feat.純烈 | クリフエッジ アルバム「あなたの声が聞こえる」 | CRCP-40440【Type-A】 |
| 2016年1月13日 | バカみたいに、愛してた feat.純烈 | クリフエッジ アルバム「あなたの声が聞こえる」 | CRCP-40441【Type-B】 |

### 映像作品

#### ライブ
| 発売日         | タイトル                                                                           | 規格    | 規格品番                   |
| -------------- | ---------------------------------------------------------------------------------- | ------- | -------------------------- |
| 2014年10月29日 | 夢は"紅白"親孝行! 純烈のムード歌謡日和                                             | DVD     | CPDS-11564                 |
| 2017年4月26日  | 純烈の健康センターで逢いましょう♪                                                  | DVD     | CRBN-55                    |
| 2018年2月21日  | 純烈祭!全員集合 真剣勝負の巻 花鳥風月の巻                                          | DVD     | CRBN-64〜65                |
| 2018年8月29日  | 純烈コンサート2018〜初陣〜                                                         | DVD     | CRBN-67                    |
| 2018年12月5日  | 純烈コンサート〜夢は紅白!親孝行!〜                                                 | DVD     | CRBN-70                    |
| 2019年10月2日  | 純烈のNHKホールだよ(秘)大作戦                                                      | DVD     | CRBN-84                    |
| 2020年2月26日  | 純烈コンサート2019〜令和元年 最終決戦〜                                            | DVD     | CRBN-88〜89                |
| 2020年9月30日  | 純烈のスーパー銭湯で逢いましょう♪                                                  | DVD     | CRBN-91【初回限定盤】      |
| 2020年9月30日  | 純烈のスーパー銭湯で逢いましょう♪                                                  | DVD     | CRBN-92【通常盤】          |
| 2021年6月30日  | 純烈コンサート2020 〜YOU ARE MY SUNSHINE!!!!〜                                     | DVD     | CRBN-97                    |
| 2022年3月23日  | 純烈 温泉ライブ in お台場 THE FINAL                                                | DVD     | CRBN-103【初回限定盤】     |
| 2022年3月23日  | 純烈 温泉ライブ in お台場 THE FINAL                                                | DVD     | CRBN-104【通常盤】         |
| 2022年5月11日  | 純烈コンサート2021 〜純烈独演会2021 後上、切腹!?〜                                 | DVD     | CRBN-106【初回限定盤】     |
| 2022年5月11日  | 純烈コンサート2021 〜純烈独演会2021 後上、切腹!?〜                                 | DVD     | CRBN-107【通常盤】         |
| 2023年3月22日  | 純烈コンサート 新・小田井オーディション2022 〜家族が勝手に履歴書送っちゃいました〜 | DVD     | CRBN-120〜21【初回限定盤】 |
| 2023年3月22日  | 純烈コンサート 新・小田井オーディション2022 〜家族が勝手に履歴書送っちゃいました〜 | DVD     | CRBN-122〜23【通常盤】     |
| 2023年3月22日  | 純烈コンサート 新・小田井オーディション2022 〜家族が勝手に履歴書送っちゃいました〜 | Blu-ray | CRXN-10006【初回限定盤】   |
| 2023年3月22日  | 純烈コンサート 新・小田井オーディション2022 〜家族が勝手に履歴書送っちゃいました〜 | Blu-ray | CRXN-10007【通常盤】       |
| 2023年5月24日  | 純烈コンサート2022 〜さらば青春の小田井〜                                          | DVD     | CRBN-127【初回限定盤】     |
| 2023年5月24日  | 純烈コンサート2022 〜さらば青春の小田井〜                                          | DVD     | CRBN-128【通常盤】         |
| 2023年5月24日  | 純烈コンサート2022 〜さらば青春の小田井〜                                          | Blu-ray | CRXN-10009【初回限定盤】   |
| 2023年5月24日  | 純烈コンサート2022 〜さらば青春の小田井〜                                          | Blu-ray | CRXN-10010【通常盤】       |
| 2023年11月22日 | 純烈の箕面温泉スパーガーデンで逢いましょう♪                                        | DVD     | CRBN-133                   |
| 2023年11月22日 | 純烈の箕面温泉スパーガーデンで逢いましょう♪                                        | Blu-ray | CRXN-10013                 |
| 2024年3月6日   | 純烈コンサート2023 なんてったってスーパー銭湯アイドル!〜冬〜                       | DVD     | CRBN-135〜36               |
| 2024年3月6日   | 純烈コンサート2023 なんてったってスーパー銭湯アイドル!〜冬〜                       | Blu-ray | CRXN-10014〜15             |
| 2025年2月26日  | 純烈 in 日本武道館 純烈魂「初」                                                    | DVD     | CRBN-141〜42               |
| 2025年2月26日  | 純烈 in 日本武道館 純烈魂「初」                                                    | Blu-ray | CRXN-10018〜19             |

#### ミュージック・ビデオ
| 発売日         | タイトル                      | 規格    | 規格品番   |
| -------------- | ----------------------------- | ------- | ---------- |
| 2017年7月5日   | Music Video 純烈祭! 2010-2017 | DVD     | CRBN-59    |
| 2022年12月14日 | Music Video 純烈祭! 2018-2022 | DVD     | CRBN-115   |
| 2022年12月14日 | Music Video 純烈祭! 2018-2022 | Blu-ray | CRXN-10003 |

#### ドラマ
| 発売日        | タイトル       | 規格 | 規格品番                |
| ------------- | -------------- | ---- | ----------------------- |
| 2021年6月23日 | 純烈ものがたり | DVD  | CRBI-5165【初回限定盤】 |
| 2021年6月23日 | 純烈ものがたり | DVD  | CRBI-5166【通常盤】     |

#### 舞台
| 発売日        | タイトル                        | 規格 | 規格品番 |
| ------------- | ------------------------------- | ---- | -------- |
| 2021年12月8日 | 初座長!2021年 明治座7月純烈公演 | DVD  | CRBN-101 |

### 写真集
- 183（2014年11月29日）
- 純烈天国（2017年6月23日）
- 純烈フォトブック（2021年5月24日）
- 純烈写真集 STAND BY ME（2022年10月4日）
- 純烈写真集 2nd Love Story（2024年8月21日）
- 純烈 in 日本武道館「純烈魂」（2025年1月24日）

### 書籍
- 純烈の公式応援BOOK!（2019年8月1日）
- 白と黒とハッピー 純烈物語　鈴木健.txt著（2019年12月20日）
- 純烈物語 20-21 鈴木健.txt著（2021年3月7日）
- 純烈 人生相談室-僕のお腹で、泣けばいい (2021年4月7日)

### 連載
- 歌の手帖社『歌の手帖』「純烈ダヨ～ん全員集合」（2014年 - ）
- アイア出版『漢字王』[128]「純烈の浅草改運物語」（2015年）[129]
- 講談社『日刊ゲンダイ』「純烈！スーパー銭湯物語」（2017年）[130]
- フリーマガジン『ゆるり』東海版（2018年）[131]
- 主婦の友社『健康』（2018年11月号 - ）[132]

### その他
- しのび哀（作詞：酒井一圭、作曲：高取ヒデアキ、編曲：川瀬智）
  - ※スーパー戦隊Vシネマ「忍風戦隊ハリケンジャー 10 YEARS AFTER」挿入歌。2013年8月9日に発売された本作品の初回生産限定Blu-rayスペシャル版の封入特典スペシャルCDに収録。

## 出演
純烈としての主な出演作品を記述。各メンバーの出演作品は、それぞれのメンバーの記事を参照。

### テレビ番組
- fMADE IN BS JAPAN（BSジャパン）
- 浅草改運物語（ベターライフチャンネル）
- 純烈祭!全員集合!（TBSチャンネル1）
  - 真剣勝負の巻
  - 花鳥風月の巻
- クラブ『純烈』へようこそ!（日テレプラス）
  1. 〜感謝感激!あなたを愛でしばります〜
  2. 〜感謝感激!今宵あなたをプロポーズ〜
  3. 〜特別版～緊急！メンバー4人が心境激白〜
  4. 〜感謝感激!ここからもう一度〜
  5. 〜夢の舞台にもう一度〜（前編・後編）

  - 2020年6月より月1回のレギュラー化
- ザ・純烈ショー（2018年 - 、MONDO TV）
  - ザ・純烈ショー2（2019年 - ）
  - ザ・純烈ショー3（2020年 - ）
- 演歌男子。(歌謡ポップスチャンネル)
  - 演歌男子。2（2015年）
  - 演歌男子。3（2016年）
  - プレゼン！演歌男子。（2017年）
  - スクープ！演歌男子。（2018年）
  - 演歌男子。神のお告げを聞け!（2019年）
  - 演歌男子。フェスティバル2015
  - 演歌男子。が歌う昭和ヒット歌謡ベスト30
  - 演歌男子。LIVE 春爛漫 in TOKYO
  - 演歌男子。フェスティバル2016
  - 昭和歌謡バトル☆闘え! 演歌男子。
  - 昭和歌謡コロシアム☆合戦! 演歌男子。
  - 演歌男子。学園祭LIVE in 浅草
  - 歌男子。LIVE 2018
  - 演歌男子。大運動会
  - 演歌男子。LIVE TOUR 2019「五周年ノ宴」
- 徹子の部屋（テレビ朝日）2019年3月6日放送、2023年1月9日放送
- JUN×JUN純烈 予測不能!チャレンジSP（BS11）
- 三山ひろし×純烈LIVE（歌謡ポップスチャンネル）
- NHKのど自慢（NHK総合・ラジオ第1・FM[133][134]） - 不定期ゲスト
- 思い出のメロディー（NHK総合・ラジオ第1） - 不定期ゲスト
- うたコン（NHK総合） - 不定期ゲスト
- 新・BS日本のうた（BSプレミアム） - 不定期ゲスト
- 徳光和夫の名曲にっぽんスペシャル（BSテレ東） - 不定期ゲスト
- BS演歌の花道 (BSテレビ東京)  - 不定期ゲスト
- 年忘れにっぽんの歌（テレビ東京） - 不定期ゲスト
- 昭和歌謡ベストテン（BS-TBS） - 不定期ゲスト
- 純烈！紅白初出場おめでとうSP（チャンネル銀河）
- 純烈の〇〇マダムを探せ！〜東急沿線商店街編〜（CSテレビ朝日）
- ガチでいきます！純烈魂！（BSテレ東）
- 純烈ドタバタキャンプ！（チャンネル銀河）
  - 純烈ドタバタキャンプ！2
  - 純烈ドタバタキャンプ！3
  - 純烈ドタバタキャンプ！4
- ライブ・エール（NHK総合）
  1. 2020年
  2. 2021年
  3. 2022年
  4. 2023年
- わが心の大阪メロディー（NHK総合）
- 純烈フィッシュ（釣りビジョン）
- 純烈×はじめます！（BSテレ東）
- SHOW激！今夜もドル箱（テレビ東京）レギュラーMC、2022年4月5日 -2025年3月25日
- 情熱大陸 vol.1233（毎日放送）2023年1月8日放送

### テレビドラマ
- アイドル（2022年、NHK総合 / BSプレミアム・BS4K）カメオ出演[注釈 23]
- 今夜は…純烈（2025年3月4日 - 3月25日、テレビ東京） - 主演[135]

### 配信番組
- cookpad Live「味で巡る！全国のおふくろ飯」- 不定期ゲスト
- ドラマ「純烈ものがたり 〜スーパー銭湯が泣いている〜」（2020年10月10日 - 、FOD）
- クラブ「純烈」へようこそ！（日テレプラスで放送中）のニコニコチャンネル開設（2021年1月27日 -）

### ラジオ番組
- 純烈のドラマチック歌謡（USEN）
- 純烈 スーパー銭湯!!（2017年10月 - 、かしわプロダクション制作 全国AMラジオ局ネット）
- 歌謡曲主義 26時の歌謡曲（2019年10月 - 2021年3月、東海ラジオ） - 月曜パーソナリティ
- 純烈の10分ください!＜IQbuds BOOST presents＞（2020年9月 - 12月、TBSラジオ）
- 純烈とチョコっとヘルシートーク＜明治チョコレート効果&オリゴスマート Presents＞（2021年1月 - 2月、TBSラジオ）
- 純烈のモ～烈ラジオ＜DMMほけんプレゼンツ＞（2021年3月14日、ニッポン放送）
- あの街この街純烈旅＜DMMほけんプレゼンツ＞（2021年4月1日 - 、ニッポン放送）
- 純烈だもの（2021年4月 - 2022年9月25日、東海ラジオ）
- 観音温泉presents 純烈の観音ルンルン・モー烈ラジオ！（2021年9月28日 - 、TBSラジオ）
- 聞いてよ純烈！大人のお悩み相談室（2021年12月30日・2022年5月3日・8月17日・12月30日、NHKラジオ第1）

### CM・広告
- たかの友梨ビューティクリニック エステファクトオールインワンジェル10EX『純烈おすすめ篇』（2018年1月 - 2019年8月）
- キッチンスタジオJAPAN（2018年12月 - ）※イメージキャラクター
- ピントグラス WebCM（2019年4月 - ）、TVCM「あの頃の君 夫・妻編」（2020年9月 - ）
- ロート製薬「50の恵」
  - オイルin 養潤液 WebCM、TVCM「純烈・歌う」篇（2019年9月 - ）
  - 薬用リンクルクリーム ラジオCM（2019年9月 - ）
  - 白髪ケアシリーズ TVCM「純烈白髪ケア」篇（2020年9月 - ）
- 終活ネット TVCM（2020年10月 - ）
- DMM少額短期保険 TVCM（2020年11月 - ）
- 株式会社エミライ「IQbuds BOOST」（2020年）※キャンペーンキャラクター
- 明治製菓「チョコレート効果」（2020年 - ）※店頭キャンペーン[注釈 24]
- 森永製菓 Web動画サンデーカップ「♪そこがザックリ 唄/純烈」篇（2021年4月 - ）
- 森永ミルクキャラメル「純烈グッズが当たる!純烈とお散歩キャンペーン」（2021年5月31日 - ）
- 森永ミルクキャラメル「どこでも一緒に連れていってキャンペーン」（2022年5月23日 - ）
- 日清ラ王「春～新麺(メン)バー始めました〜」（2023年3月 - ）
- 給湯器交換専門店「正直屋」イメージキャラクターに就任（2024年4月 - ）
- 雪印メグミルク「ゴクうまボトル」リニューアル記念のイメージキャラクターに就任（2024年4月 - ）
- ファッションセンターしまむらとのスペシャルコラボレーションが決定（2024年5月8日 - ）
- ジャパネットたかた 「第26回利益還元祭」（2024年10月 - ） さだまさしと共演
- ラウンドワン×純烈　コラボキャンペーン（2024年11月22日 - 2025年2月24日）
- HANA・BIYORIと花景の湯（かけいのゆ）の公式アンバサダーに就任（2024年7月9日 - ）

### 映画
- スーパー戦闘 純烈ジャー（2021年9月10日公開）[136]
- スーパー戦闘 純烈ジャー 追い焚き☆御免（2022年9月1日公開）[137]
- 純烈ドキュメンタリー 死ぬまで推すのか（2025年9月5日公開予定）[138]

### その他
- スーパー戦隊Vシネマ『忍風戦隊ハリケンジャー 10 YEARS AFTER』 - JUN烈 役[注釈 25]

### NHK紅白歌合戦出場歴
| 年度   | 放送回 | 回 | 曲目                                    | 備考                                                        |
| ------ | ------ | -- | --------------------------------------- | ----------------------------------------------------------- |
| 2018年 | 第69回 | 初 | プロポーズ                              | 5人体制では最初で最後の紅白                                 |
| 2019年 | 第70回 | 2  | 純烈のハッピーバースデー                | 友井脱退後初の紅白                                          |
| 2020年 | 第71回 | 3  | 愛をください 〜Don't you cry〜          |                                                             |
| 2021年 | 第72回 | 4  | 君がそばにいるから                      |                                                             |
| 2022年 | 第73回 | 5  | プロポーズ〜白い雲のように              | 小田井卒業前最後の紅白                                      |
| 2023年 | 第74回 | 6  | だってめぐり逢えたんだ〜NHKプラスver.〜 | 小田井卒業後、岩永加入後初の紅白 コーナー出演者としても歌唱 |
| 2024年 | 第75回 | 7  | 夢みた果実                              | 岩永含む4人体制では最後の出場 群馬県神流町より中継          |

## コンサート
| 期間                               | タイトル                                                                               | 規模 | 備考                                                                               |
| ---------------------------------- | -------------------------------------------------------------------------------------- | --- | ---------------------------------------------------------------------------------- |
| 2014年7月6日                       | 純烈のムード歌謡日和                                                                   | 1都市1公演 - 三越劇場 |                                                                                    |
| 2015年4月11日                      | 純烈 春の大感謝祭                                                                      | 1都市1公演 - よみうり大手町ホール |                                                                                    |
| 2015年10月21日                     | 純烈 秋の大収穫祭 浅草改運物語                                                         | 1都市1公演 - 浅草公会堂 |                                                                                    |
| 2016年9月11日                      | 純烈 秋の大感謝祭                                                                      | 1都市1公演 - 有楽町よみうりホール |                                                                                    |
| 2017年5月20日                      | 純烈コンサート 純烈の三越劇場でわわわわ〜♪                                             | 1都市1公演 - 三越劇場 |                                                                                    |
| 2017年11月9日                      | 純烈祭!全員集合!真剣勝負の巻・花鳥風月の巻                                             | 1都市1公演 - 東京国際フォーラムC |                                                                                    |
| 2018年 5月11日～7月2日             | 純烈コンサートツアー2018                                                               | 7都市7公演 - 東京・東京国際フォーラムC - 名古屋・ウインクあいち - 兵庫・神戸文化ホール - 大阪・サンケイホールブリーゼ - 神奈川・相模女子大学グリーンホール - 埼玉・サンシティ越谷市民ホール - 札幌・札幌わくわくホリデーホール |                                                                                    |
| 2018年9月11日                      | 純烈コンサート2018 〜夢は紅白親孝行〜                                                  | 1都市1公演 - 中野サンプラザホール |                                                                                    |
| 2019年 4月23日～8月30日            | 純烈コンサートツアー2019 〜AYUMI〜                                                     | 12会場24公演 - 東京・東京国際フォーラムC - 神奈川・相模女子大学グリーンホール - 茨城・茨城県民文化センター - 東京・ティアラ江東大ホール - 大阪・梅田芸術劇場 - 京都・京都劇場 - 千葉・習志野文化ホール - 東京・大田区民ホール・アプリコ - 栃木・宇都宮市文化会館 - 札幌・札幌わくわくホリデーホール - 愛知・ウインクあいち - 埼玉・サンシティ越谷市民ホール |                                                                                    |
| 2019年6月12日                      | 純烈コンサート2019 〜純烈のNHKホールだよマル秘大作戦!〜                                | 1都市1公演 - NHKホール |                                                                                    |
| 2019年9月9日                       | 純烈コンサート2019 〜令和元年!最終決戦!!〜                                             | 1都市1公演 - 中野サンプラザ |                                                                                    |
| 2019年9月14日                      | 氣志團万博2019 （WELCOME ACTとして出演）                                               | 1都市1公演 - 千葉県袖ケ浦海浜公園 |                                                                                    |
| 2019年9月15日・16日                | 純烈 Presents 「1969年の前川清と藤圭子 〜昭和を彩るロックとブルース〜」                | 1都市2公演 - 愛知県芸術劇場大ホール |                                                                                    |
| 2019年11月27日・12月1日            | 「徹子の部屋」コンサート                                                               | 2都市2公演 - 東京国際フォーラム - フェスティバルホール |                                                                                    |
| 2020年11月5日                      | 純烈コンサート2020 YOU ARE MY SUNSHINE!!!! 追われる者より追う者が強いんじゃ！          | 1都市1公演 - LINE CUBE SHIBUYA（渋谷公会堂） | 配信                                                                               |
| 2021年 4月2日～12月21日            | 純烈コンサート2021 覚えてください！純烈です！！ ～スーパー銭湯アイドルと呼ばれてます～ | 12会場26公演 - 茨城・ザ・ヒロサワ・シティ会館 - 東京・オリンパスホール八王子 - 埼玉・サンシティ越谷市民ホール - 東京・ティアラこうとう - 北海道・旭川市民文化会館 - 北海道・札幌カナモトホール - 北海道・函館市民会館 - 兵庫・神戸国際会館こくさいホール - 神奈川・神奈川県民ホール - 埼玉・所沢市民文化センター - 大阪・サンケイホールブリーゼ - 千葉・習志野文化ホール |                                                                                    |
| 2021年5月7日                       | 3人の歌仲間 43 （影山ヒロノブ、遠藤正明、純烈）                                        | 1公演 | 配信                                                                               |
| 2021年11月22日                     | 純烈コンサート 「純烈独演会2021」～後上切腹！？～                                      | 1公演 - LINE CUBE SHIBUYA |                                                                                    |
| 2021年11月24日・11月28日           | 「徹子の部屋」コンサート                                                               | 2都市2公演 - 東京国際フォーラム - フェスティバルホール |                                                                                    |
| 2022年 4月27日～11月10日           | 2022純烈コンサート 心・技・体                                                          | 30会場 55公演（延期・中止を含む） 心・技・体 ～心の巻～ - 東京・北とぴあ - 東京・J:COMホール八王子 - 静岡・アクトシティ浜松 - 埼玉・サンシティ越谷市民ホール - 山梨・YCC県民文化ホール - 大阪・梅田芸術劇場シアタードラマシティ - 京都・ロームシアター京都サウスホール - 愛知・日本特殊陶業市民会館 - 愛媛・松山市民会館 - 高知・高知県立県民文化ホール - 香川・丸亀市綾香総合文化会館 心・技・体 ～技の巻～ - 埼玉・ウエスタ川越 - 千葉・市川市文化会館 - 宮城・東京エレクトロンホール宮城（延期） - 山形・やまぎん県民ホール - 神奈川・横須賀芸術劇場 - 北海道・旭川市民会館 - 北海道・カナモトホール - 福島・とうほう みんなの文化センター（中止） - 福島・いわき芸術文化交流館アリオス - 島根・島根県民会館 - 広島・ふくやま芸術文化ホール - 埼玉・川口総合文化センター 心・技・体 ～体の巻～ - 千葉・習志野文化ホール - 栃木・宇都宮市文化会館 - 兵庫・神戸文化ホール - 神奈川・神奈川県民ホール - 群馬・高崎芸術劇場 |                                                                                    |
| 2022年9月14日                      | 新・小田井オーディション2022 ～家族が勝手に履歴書送っちゃいました～                    | 1都市2公演 - 東京・LINE CUBE SHIBUYA |                                                                                    |
| 2022年11月9日・10日                | さらば青春の小田井 4人で最後の全国ツアー スーパー銭湯がぼくらの青春だった？            | 1都市4公演 - 大阪・サンケイホールプリーゼ |                                                                                    |
| 2023年3月25日・26日、5月20日・21日 | スーパー・ササダンゴ・シアター 「謎解きはラウンドの後で」                              | 2都市8公演 - 大阪・新歌舞伎座 - 愛知・御園座 | 作：小池竹見、 スーパー・ササダンゴ・マシン 御園座公演のみ永岡歩（味噌純烈）が出演 |
| 2023年3月29日                      | 日清ラ王presents 純烈歌謡祭23’春 ～新麺(メン)バー始めました〜                          | 1公演 | 配信                                                                               |
| 2023年5月14日                      | 第17回 母に感謝のコンサート                                                            | 1都市1公演 - 大阪城ホール |                                                                                    |
| 2023年4月～12月                    | 純烈コンサート2023 「なんてったってスーパー銭湯アイドル」                              | 23都市 26会場 52公演 - 東京・中野サンプラザ - 神奈川・相模女子大学グリーンホール - 長野・ホクト文化ホール - 兵庫・神戸国際会館 - 京都・ロームシアター京都 - 静岡・アクトシティ浜松 - 埼玉・サンシティ越谷市民ホール - 茨城・ザ・ヒロサワ・シティ会館 - 埼玉・ウェスタ川越 - 神奈川・よこすか芸術劇場 - 東京・J:COMホール八王子 - 埼玉・大宮ソニックシティ - 大阪・フェスティバルホール - 宮城・東京エレクトロンホール宮城 - 秋田・あきた芸術劇場ミルハス - 北海道・カナモトホール - 北海道・旭川市民文化会館 大ホール - 石川・金沢歌劇座 - 富山・富山オーバード・ホール - 神奈川・神奈川県民ホール - 群馬・高崎芸術劇場 - 千葉・市川市文化会館 - 愛知・愛知県芸術劇場 大ホール - 栃木・宇都宮市文化会館 - 埼玉・川口総合文化会館リリア - 岡山・岡山芸術創造劇場ハレノワ大劇場 |                                                                                    |
| 2024年3月～11月                    | 純烈コンサート2024 「～日本全国津々浦々～」                                            | 26都市 28会場 57公演 ( )内に記載が無いものは 1日2公演 - 神奈川・相模女子大学グリーンホール - 千葉・松戸森のホール21 - 東京・LINE CUBE SHIBUYA - 神奈川・カルッツかわさき - 長野・ホクト文化ホール - 静岡・アクトシティ浜松大ホール - 埼玉・サンシティ越谷市民ホール - 新潟・新潟県民会館 - 埼玉・ウェスタ川越 - 兵庫・神戸国際会館 - 大阪・フェスティバルホール - 茨城・水戸市民会館 - 東京・J：COMホール八王子 - 北海道・旭川市民文化会館 - 北海道・札幌カナモトホール - 埼玉・大宮ソニックシティ（1回公演） - 東京・練馬文化センター - 青森・リンクステーションホール青森 - 岩手・トーサイクラシックホール岩手 - 福島・けんしん郡山文化センター - 千葉・市川市文化会館 - 栃木・宇都宮市文化会館 - 神奈川・茅ヶ崎市民文化会館 - 神奈川・関内ホール - 愛知・愛知芸術劇場大ホール（2日間4公演） - 京都・京都劇場（2日間4公演） - 群馬・高崎芸術劇場 - 大阪・サンケイホールブリーゼ（2日間4公演）                            |                                                                                    |
| 2024年11月25日                     | 純烈 in 日本武道館『純烈魂』                                                           | 日本武道館 |                                                                                    |
| 2025年4月～11月                    | 全国ツアー「純烈コンサート2025」                                                       | ( )内に記載が無いものはすべて 1日2公演) - 千葉・松戸森のホール - 神奈川・相模女子大学グリーンホール - 静岡・アクトシティ浜松 - 長野・ホクト文化ホール - 愛知・愛知県芸術劇場 大ホール - 東京・ルネこだいら 大ホール - 茨城・水戸市民会館グロービスホール大ホール - 埼玉・ウェスタ川越 大ホール - 埼玉・サンシティ越谷市民ホール 大ホール - 兵庫・神戸国際会館 こくさいホール - 大阪・フェスティバルホール - 福島・いわき芸術文化交流館アリオス - 埼玉・大宮ソニックシティ(1回公演) - 神奈川・鎌倉芸術館 大ホール - 宮城・仙台サンプラザホール - 東京・ティアラこうとう 大ホール - 京都・ロームシアター京都 メインホール - 群馬・高崎芸術劇場 大劇場 - 東京・北とぴあ さくらホール - 東京・J:COMホール八王子 - 茨城・神栖市文化センター - 千葉・千葉県文化会館 大ホール - 東京・練馬文化センター こぶしホール - 大阪・SkyシアターMBS - 北海道・札幌文化芸術劇場hitaru                                                       |                                                                                    |
| 2025年6月30日                      | 「15周年だよ！ 純烈コンサート2025 純子・烈男 全員集合！！」                            | - 東京・LINE CUBE SHIBUYA |                                                                                    |
| 2025年11月26日                     | 「いい風呂の日♨純烈コンサート2025」                                                    | - 東京・LINE CUBE SHIBUYA |                                                                                    |
| 2025年11月30日                     | 番組放送50年目記念 「徹子の部屋」コンサート                                            | - 大阪・フェスティバルホール |                                                                                    |

## 舞台
- 前川清 納涼公演（2014年8月2日 - 8月19日、新歌舞伎座）
- 50周年記念 前川清特別公演 第1部『どたばたショータイム！ 冷たくしないで』第2部『50周年記念 前川清 スペシャルステージ』（2019年1月24日 - 2月4日、明治座）
- 里見浩太朗座長公演  第1部『水戸黄門〜春に咲く花』第2部『里見浩太朗 VS 純烈 大いに唄う！』（2021年3月4日 - 3月21日、御園座)
- 明治座7月純烈公演 第1部『ラブレターを取り返せ！』第2部　純烈コンサート2021『Love Letter』（2021年7月2日 - 18日、明治座)
- スーパー銭湯LIVE「ユーラン・ルージュ～笑いの源泉かけ流し！～」（2022年6月3日・4日、よみうりホール）- スペシャルゲスト[141]
- 明治座創業150周年記念 明治座9月純烈公演　第1部『ハリウッドスターになりたくない！』第2部　純烈コンサート2023『スーパー△スター[注釈 28]』（2023年9月8日 - 10月1日、明治座)
- 新歌舞伎座開場65周年記念 新春 純烈公演　第1部『ハリウッドスターになりたくない！』第2部　純烈コンサート2023『スーパー△スター[注釈 29]』（2024年1月6日 - 1月22日、新歌舞伎座)
- 明治座新春純烈公演　第1部『俺たちはダディじゃねえ！』 第2部 純烈コンサート2025『BIG△[注釈 30]LOVE』（2025年1月7日 - 1月28日、明治座)
- 新歌舞伎座純烈公演　第1部『俺たちはダディじゃねえ！』 第2部 純烈コンサート2025『BIG△[注釈 31]LOVE』（2025年2月6日 - 2月17日、新歌舞伎座)
- 御園座 初座長公演　第1部『俺たちはダディじゃねえ！』 第2部 純烈コンサート2025『BIG△[注釈 32]LOVE』（2025年11月14日 - 11月24日、御園座)

## ショー
- 日本縦断 にっぽん演歌の夢祭り 2015年
- 日本縦断 にっぽん演歌の夢祭り 2018年
- 令和にっぽん！演歌の夢まつり　2020年1月より

## プロレス
- DDT「April Fool 2013」（2013年、新宿FACE）
- DDT「Road to Ryogoku 2days in SHIMIZU」（2013年、清水マリンビル）
- DDT「工場プロレス 2013」（2013年、宮地鉄工所）
- DDT「DDT万博〜プロレスの進歩と調和〜」（2013年、両国国技館）
- DDT「マッスルマニア 2019 in 両国〜俺たちのセカンドキャリア〜」（2019年、両国国技館）
- DDT「Judgement2022〜DDT旗揚げ25周年記念大会〜」（2022年、両国国技館）

## 評価

### 受賞
- 2016年度（第53回）日本クラウンヒット賞「幸福あそび/愛をありがとう」
- 2017年度（第54回）日本クラウンヒット賞「愛でしばりたい」
- ビートたけしのエンターテインメント賞・第19回（2019年）話題賞
- 第11回CDショップ大賞2019  歌謡曲・演歌賞 部門賞「プロポーズ」
- 2018年9月 日本レコード協会 ゴールドディスク認定[142]「プロポーズ」

- 第60回（2018年）日本レコード大賞 日本作曲家協会選奨「プロポーズ」
- 2019年9月 日本レコード協会 ゴールドディスク認定[143]「純烈のハッピーバースデー」

- 第61回（2019年）日本レコード大賞　優秀作品賞「純烈のハッピーバースデー」
- 2019年度（第56回）日本クラウンヒット賞　
  - ゴールドヒット賞「純烈のハッピーバースデー」　
  - アルバムヒット賞「純烈ベスト Vol.2 2015-2018」「プロポーズ 〜ありがとうBOX〜」　
  - 映像ヒット賞「純烈コンサート 〜夢は紅白！親孝行！〜」
- 第1回Men's Beautyアワード『特別賞』（2019年）
- 第62回（2020年）日本レコード大賞　優秀作品賞「愛をください〜Don't you cry〜」
- 2020年度（第57回）日本クラウンヒット賞
  - シングルヒット賞「愛をください～Don’t you cry～」
  - 映像ヒット賞
「純烈のNHKホールだよマル秘大作戦」
「純烈コンサート2019～令和元年 最終決戦～」
「純烈のスーパー銭湯で逢いましょう♪」
- 第63回（2021年）日本レコード大賞　優秀作品賞「君がそばにいるから」
- 第54回日本作詩大賞「君がそばにいるから」[144]
- 2021年度（第58回）日本クラウンヒット賞
  - シングルヒット賞「君がそばにいるから」
  - 映像ヒット賞
「純烈ものがたり」
「純烈コンサート2020 YOU ARE MY SUNSHINE!!!! 追われる者より追う者が強いんじゃ!」
- 2022 年間USEN HITランキング 演歌・歌謡曲ジャンル第１位「君を奪い去りたい」
- 第64回（2022年）日本レコード大賞　優秀作品賞「君を奪い去りたい」
- 2022年度（第59回）日本クラウンヒット賞
  - シングルヒット賞「君を奪い去りたい/来た道行く道」
  - アルバムヒット賞「純烈ベストVol.3 2018-2021」
  - 映像ヒット賞
「初座長! 2021年明治座7月純烈公演」
「純烈 温泉ライブ in お台場 THE FINAL」
「純烈コンサート2021～純烈独演会2021後上、切腹!?〜」
- 2023年9月 日本レコード協会 ゴールドディスク認定「だってめぐり逢えたんだ」
- 第55回日本作詩大賞にノミネート「だってめぐり逢えたんだ」
- 2023 年間USEN HITランキング 演歌・歌謡曲ジャンル第2位「だってめぐり逢えたんだ」
- 第65回（2023年）日本レコード大賞　優秀作品賞「だってめぐり逢えたんだ」
- 第56回日本作詩大賞にノミネート「夢みた果実」
- 第66回（2024年）日本レコード大賞　優秀作品賞「夢みた果実」
- 第39回日本ゴールドディスク大賞の「ベスト・演歌／歌謡曲・アーティスト」を受賞
- 2024年度（第61回）日本クラウンから各賞受賞
  - シングルヒット賞「夢みた果実」「純烈魂」
  - アルバムヒット賞「純烈魂 1」　
  - 配信ヒット賞
  - 映像ヒット賞「純烈コンサート 2023 なんてったってスーパー銭湯アイドル！～**冬～」「純烈の箕面温泉スパーガーデンで逢いましょう♪」